# Paragus rufocincta
Paragus rufocincta är en tvåvingeart som först beskrevs av Enrico Adelelmo Brunetti 1908.  Paragus rufocincta ingår i släktet stäppblomflugor, och familjen blomflugor. Inga underarter finns listade i Catalogue of Life.